# Olympische Sommerspiele 1920/Teilnehmer (Estland)
| Gelbes Symbol für Goldmedaillen mit stilisierten Olympischen Ringen | Graues Symbol für Silbermedaillen mit stilisierten Olympischen Ringen | Braundes Symbol für Bronzemedaillen mit stilisierten Olympischen Ringen |
| ------------------------------------------------------------------- | --------------------------------------------------------------------- | ----------------------------------------------------------------------- |
| 1                                                                   | 2                                                                     | —                                                                       |

Estland nahm an den Olympischen Sommerspielen 1920 in Antwerpen, Belgien, mit einer Delegation von 14 Sportlern (allesamt Männer) teil. Es war die erste Teilnahme an Olympischen Spielen.

## Medaillengewinner

### Gold
| Name           | Sportart     | Wettkampf     |
| -------------- | ------------ | ------------- |
| Alfred Neuland | Gewichtheben | Leichtgewicht |

### Silber
| Name           | Sportart       | Wettkampf    |
| -------------- | -------------- | ------------ |
| Alfred Schmidt | Gewichtheben   | Federgewicht |
| Jüri Lossmann  | Leichtathletik | Marathon     |

## Teilnehmer nach Sportarten

### Gewichtheben
- Alfred Schmidt
Federgewicht: Silber

- Karl Kõiv
Federgewicht: 7. Platz

- Alfred Neuland
Leichtgewicht: Gold

### Leichtathletik
- Reinhold Saulmann
200 Meter: Vorläufe
400 Meter: Vorläufe

- Johannes Villemson
800 Meter: Vorläufe
1500 Meter: Vorläufe

- Jüri Lossmann
10.000 Meter: Vorläufe
Marathon: Silber

- Eduard Hermann
3000 Meter Gehen: Vorläufe
10.000 Meter Gehen: Vorläufe

- Johann Martin
Stabhochsprung: In der Qualifikation ausgeschieden

- Harald Tammer
Kugelstoßen: 6. Platz

- Aleksander Klumberg
Speerwerfen: 5. Platz
Fünfkampf: 8. Platz
Zehnkampf: ??

### Ringen
- Eduard Pütsep
Federgewicht, griechisch-römisch: Halbfinale

- Mihkel Müller
Mittelgewicht, griechisch-römisch: 1. Runde

- Herman Kruusenberg
Halbschwergewicht, griechisch-römisch: 2. Runde

- Artur Kukk
Schwergewicht, griechisch-römisch: 2. Runde